# Eslováquia nos Jogos Olímpicos de Verão de 2020
A Eslováquia competiu nos Jogos Olímpicos de Verão de 2020 em Tóquio. Originalmente programados para ocorrerem de 24 de julho a 9 de agosto de 2020, os Jogos foram adiados para 23 de julho a 8 de agosto de 2021, por causa da pandemia COVID-19.Foi a sétima participação consecutiva da nação nas Olimpíadas de Verão.

## Competidores
Abaixo está a lista do número de competidores nos Jogos.
| Esporte       | Masculino | Feminino | Total |
| ------------- | --------- | -------- | ----- |
| Atletismo     | 5         | 4        | 9     |
| Badminton     | 0         | 1        | 1     |
| Boxe          | 1         | 0        | 1     |
| Canoagem      | 7         | 2        | 9     |
| Ciclismo      | 2         | 0        | 2     |
| Golfe         | 1         | 0        | 1     |
| Ginástica     | 0         | 1        | 1     |
| Lutas         | 1         | 0        | 1     |
| Natação       | 1         | 1        | 2     |
| Tênis         | 3         | 0        | 3     |
| Tênis de mesa | 2         | 1        | 3     |
| Tiro          | 4         | 3        | 7     |
| Tiro com arco | 0         | 1        | 1     |
| Total         | 27        | 14       | 41    |

## Atletismo
Os seguintes atletas moldavos conquistaram marcas de qualificação, pela marca direta ou pelo ranking mundial, nos seguintes eventos de pista e campo (até o máximo de três atletas em cada evento):
- Nota– As posições para os eventos de pista são em relação à bateria do atleta
- Q = Qualificado para a próxima fase
- q = Qualificado para a próxima fase como o perdedor mais rápido ou, em eventos de campo, pela posição sem atingir o alvo para qualificação
- NR = Recorde nacional
- N/A = Fase não aplicável para o evento
- Bye = Atleta não precisou disputar aquela fase

Eventos de pista e estrada
Masculino
| Atleta           | Evento                | Eliminatórias | Eliminatórias | Quartas-de-final | Quartas-de-final | Semifinal | Semifinal | Final     | Final   |
| Atleta           | Evento                | Resultado     | Posição       | Resultado        | Posição          | Resultado | Posição   | Resultado | Posição |
| ---------------- | --------------------- | ------------- | ------------- | ---------------- | ---------------- | --------- | --------- | --------- | ------- |
| Ján Volko        | 100 m                 | Bye           | Bye           |                  |                  |           |           |           |         |
| Ján Volko        | 200 m                 |               |               | —                | —                |           |           |           |         |
| Miroslav Úradník | 20 km marcha atlética | —             | —             | —                | —                | —         | —         |           |         |
| Michal Morvay    | 50 km marcha atlética | —             | —             | —                | —                | —         | —         |           |         |
| Matej Tóth       | 50 km marcha atlética | —             | —             | —                | —                | —         | —         |           |         |

Feminino
| Atleta            | Evento                | Eliminatórias | Eliminatórias | Semifinal | Semifinal | Final     | Final   |
| Atleta            | Evento                | Resultado     | Posição       | Resultado | Posição   | Resultado | Posição |
| ----------------- | --------------------- | ------------- | ------------- | --------- | --------- | --------- | ------- |
| Gabriela Gajanová | 800 m                 |               |               |           |           |           |         |
| Emma Zapletalová  | 400 m com barreiras   |               |               |           |           |           |         |
| Mária Czaková     | 20 km marcha atlética | —             | —             | —         | —         |           |         |

Eventos de campo
| Atleta           | Evento                          | Qualificação | Qualificação | Final     | Final   |
| Atleta           | Evento                          | Distância    | Posição      | Distância | Posição |
| ---------------- | ------------------------------- | ------------ | ------------ | --------- | ------- |
| Marcel Lomnický  | Lançamento de martelo masculino |              |              |           |         |
| Martina Hrašnová | Lançamento de martelo feminino  |              |              |           |         |

## Badminton
A Eslováquia inscreveu uma jogadora para o torneio olímpico de badminton, marcando o retorno da nação ao esporte desde 2012. Martina Repiská foi automaticamente selecionada entre as melhores 40 atletas no simples feminino, baseado no Ranking da Corrida para Tóquio da BWF em 15 de junho de 2021.
| Atleta          | Evento           | Fase de Grupos       | Fase de Grupos       | Fase de Grupos | Eliminação           | Quartas              | Semifinal            | Final                |  |
| Atleta          | Evento           | Adversário resultado | Adversário resultado | Pos.           | Adversário resultado | Adversário resultado | Adversário resultado | Adversário resultado |  |
| --------------- | ---------------- | -------------------- | -------------------- | -------------- | -------------------- | -------------------- | -------------------- | -------------------- |  |
| Martina Repiská | Simples feminino | CAN Li ( , )         | GUA Sotomayor ( , )  |                |                      |                      |                      |                      |  |

## Boxe
A Eslováquia inscreveu um boxeador para o torneio olímpico pela primeira vez desde Atlanta 1996. Andrej Csemez garantiu uma vaga no peso médio masculino após conquistar a vitória nas quartas-de-final do Torneio Europeu de Qualificação Olímpica de 2020 em Villebon-sur-Yvette, França.
Masculino
| Atleta        | Evento | Fase de 32           | Oitavas              | Quartas              | Semifinais           | Final                | Final |
| Atleta        | Evento | Adversário resultado | Adversário resultado | Adversário resultado | Adversário resultado | Adversário resultado | Pos.  |
| ------------- | ------ | -------------------- | -------------------- | -------------------- | -------------------- | -------------------- | ----- |
| Andrej Csemez | -75 kg |                      |                      |                      |                      |                      |       |

## Canoagem

### Slalom
Canoístas eslovacos qualificaram um barco para cada uma das seguintes classes no Campeonato Mundial de Canoagem Slalom de 2019 em La Seu d'Urgell, Espanha, e no Campeonato Europeu de canoagem Slalom de 2021 em Ivrea, Itália.
| Atleta           | Evento        | Fase Preliminar | Fase Preliminar | Fase Preliminar | Fase Preliminar | Fase Preliminar | Fase Preliminar | Semifinal | Semifinal | Final | Final   |
| Atleta           | Evento        | Descida 1       | Posição         | Descida 2       | Posição         | Melhor          | Posição         | Tempo     | Posição   | Tempo | Posição |
| ---------------- | ------------- | --------------- | --------------- | --------------- | --------------- | --------------- | --------------- | --------- | --------- | ----- | ------- |
| Matej Beňuš      | C-1 masculino |                 |                 |                 |                 |                 |                 |           |           |       |         |
| Jakub Grigar     | K-1 masculino |                 |                 |                 |                 |                 |                 |           |           |       |         |
| Monika Škáchová  | C-1 feminino  |                 |                 |                 |                 |                 |                 |           |           |       |         |
| Eliška Mintálová | K-1 feminino  |                 |                 |                 |                 |                 |                 |           |           |       |         |

### Velocidade
Canoístas eslovacos qualificaram dois barcos para competir nas seguintes distâncias dos Jogos através do Campeonato Mundial de Canoagem de Velocidade de 2019 em Szeged, Hungria.
| Atleta                                         | Evento     | Eliminatórias | Eliminatórias | Quartas-de-final | Quartas-de-final | Semifinais | Semifinais | Final | Final   |
| Atleta                                         | Evento     | Tempo         | Posição       | Tempo            | Posição          | Tempo      | Posição    | Tempo | Posição |
| ---------------------------------------------- | ---------- | ------------- | ------------- | ---------------- | ---------------- | ---------- | ---------- | ----- | ------- |
| Peter Gelle                                    | K-1 1000 m |               |               |                  |                  |            |            |       |         |
| Samuel Baláž Adam Botek                        | K-2 1000 m |               |               |                  |                  |            |            |       |         |
| Samuel Baláž Adam Botek Denis Myšák Erik Vlček | K-4 500 m  |               |               | —                | —                |            |            |       |         |

Legenda de Qualificação: FA = Qualificado à final (medalha); FB = Qualificado à final B (sem medalha)

## Ciclismo

### Estrada
A Eslováquia inscreveu dois ciclistas para competir na corrida em estrada masculina, em virtude de sua posição entre as 50 melhores nações (masculino) no Ranking Mundial da UCI.
| Atleta      | Evento                             | Tempo | Posição |
| ----------- | ---------------------------------- | ----- | ------- |
| Juraj Sagan | Corrida em estrada masculina       |       |         |
| Juraj Sagan | Estrada contra o relógio masculino |       |         |
| Lukáš Kubiš | Corrida em estrada masculina       |       |         |
| Lukáš Kubiš | Estrada contra o relógio masculino |       |         |

## Ginástica

### Artística
A Eslováquia inscreveu uma ginasta artística para a competição olímpica. A atleta olímpica da Rio 2016 Barbora Mokošová garantiu uma vaga no individual geral e nos eventos por aparelhos, após terminar em 19ª entre as 20 ginastas elegíveis para qualificação no Campeonato Mundial de 2019 em Stuttgart, Alemanha.
Feminino
| Atleta           | Evento           | Qualificação | Qualificação | Qualificação | Qualificação | Qualificação  | Qualificação  | Final    | Final    | Final    | Final    | Final         | Final         |
| Atleta           | Evento           | Aparelho     | Aparelho     | Aparelho     | Aparelho     | Classificação | Classificação | Aparelho | Aparelho | Aparelho | Aparelho | Classificação | Classificação |
| Atleta           | Evento           | SC           | BA           | Tr           | So           | Total         | Pos.          | SC       | BA       | Tr       | So       | Total         | Pos.          |
| ---------------- | ---------------- | ------------ | ------------ | ------------ | ------------ | ------------- | ------------- | -------- | -------- | -------- | -------- | ------------- | ------------- |
| Barbora Mokošová | Individual geral |              |              |              |              |               |               |          |          |          |          |               |               |

## Golfe
A Eslováquia inscreveu um golfista pela primeira vez para o torneio olímpico. O atleta nascido na África do Sul Rory Sabbatini (no. 167 do ranking) qualificou diretamente entre os 60 melhores jogadores elegíveis para o evento masculino, baseado no Ranking Mundial da IGF. 
| Atleta         | Evento    | Rodada 1  | Rodada 2  | Rodada 3  | Rodada 4  | Total     | Total | Total   |
| Atleta         | Evento    | Resultado | Resultado | Resultado | Resultado | Resultado | Par   | Posição |
| -------------- | --------- | --------- | --------- | --------- | --------- | --------- | ----- | ------- |
| Rory Sabbatini | Masculino |           |           |           |           |           |       |         |

## Lutas
Pela primeira vez desde 2008, a Eslováquia qualificou um lutador para a categoria livre até 86 kg masculino para a competição olímpica, após chegar à final do Torneio Mundial de Qualificação Olímpica em  Sófia, Bulgária.
Chave:
- VT (pontos de classificação: 5–0 ou 0–5) – Vitória por queda
- VB (pontos de classificação: 5–0 ou 0–5) – Vitória por lesão (VF por WO, VA por desistência ou desqualificação)
- PP (pontos de classificação: 3–1 ou 1–3) – Decisão por pontos – o perdedor com pontos técnicos.
- PO (pontos de classificação: 3–0 ou 0–3) – Decisão por pontos – o perdedor sem pontos técnicos.
- ST (pontos de classificação: 4–0 ou 0–4) – Grande superioridade – o perdedor sem pontos técnicos e uma margem de vitória de pelo menos 8 (Greco-Romana) ou 10 pontos (livre).
- SP (pontos de classificação: 4–1 ou 1–4) – Superioridade técnica – o perdedor com pontos técnicos e uma margem de vitória de pelo menos 8 (Greco-Romana) ou 10 pontos (livre).

Livre masculino
| Atleta        | Evento | Oitavas de final     | Quartas de final     | Semifinal            | Repescagem           | Final / BM           | Final / BM |
| Atleta        | Evento | Adversário Resultado | Adversário Resultado | Adversário Resultado | Adversário Resultado | Adversário Resultado | Posição    |
| ------------- | ------ | -------------------- | -------------------- | -------------------- | -------------------- | -------------------- | ---------- |
| Boris Makojev | −86 kg |                      |                      |                      |                      |                      |            |

## Natação
A Eslováquia recebeu vaga de universalidade da FINA para enviar os dois nadadores de melhor ranking (um por gênero) em seus respectivos eventos individuais para as Olimpíadas, baseado no Sistema de Pontos da FINA de 28 de junho de 2021.
| Atleta             | Evento                    | Eliminatória | Eliminatória | Semifinal | Semifinal | Final | Final   |
| Atleta             | Evento                    | Tempo        | Posição      | Tempo     | Posição   | Tempo | Posição |
| ------------------ | ------------------------- | ------------ | ------------ | --------- | --------- | ----- | ------- |
| Richard Nagy       | 200 m borboleta masculino |              |              |           |           |       |         |
| Richard Nagy       | 400 m medley masculino    |              |              | —         | —         |       |         |
| Andrea Podmaníková | 100 m peito feminino      |              |              |           |           |       |         |
| Andrea Podmaníková | 200 m peito feminino      |              |              |           |           |       |         |

## Tênis
A Eslováquia inscreveu três tenistas para o torneio olímpico. Norbert Gombos (no. 89) qualificou diretamente como um dos 56 tenistas elegíveis no simples masculino, baseado no Ranking da ATP de 13 de junho de 2021, com Filip Polášek e Lukáš Klein entrando na equipe para a competição de duplas.
| Atleta                    | Evento            | Fase de 64           | Fase de 32           | Oitavas-de-final     | Quartas-de-final     | Semifinais           | Final / BM           | Final / BM |
| Atleta                    | Evento            | Adversário Resultado | Adversário Resultado | Adversário Resultado | Adversário Resultado | Adversário Resultado | Adversário Resultado | Posição    |
| ------------------------- | ----------------- | -------------------- | -------------------- | -------------------- | -------------------- | -------------------- | -------------------- | ---------- |
| Norbert Gombos            | Simples masculino |                      |                      |                      |                      |                      |                      |            |
| Lukáš Klein               | Simples masculino |                      |                      |                      |                      |                      |                      |            |
| Filip Polášek Lukáš Klein | Duplas masculinas | —                    |                      |                      |                      |                      |                      |            |

## Tênis de mesa
A Eslováquia inscreveu três atletas para a competição olímpica do tênis de mesa. O atleta olímpico da Rio 2016 Wang Yang garantiu um triunfo final para garantir uma das quatro vagas disponíveis no simples masculino pelo Torneio Mundial de Qualificação Olímpica da ITTF de 2021 em Doha, Catar.
| Atleta                          | Evento            | Preliminar           | Rodada 1             | Rodada 2             | Rodada 3             | Oitavas              | Quartas              | Semifinal            | Final                | Final |
| Atleta                          | Evento            | Adversário resultado | Adversário resultado | Adversário resultado | Adversário resultado | Adversário resultado | Adversário resultado | Adversário resultado | Adversário resultado | Pos.  |
| ------------------------------- | ----------------- | -------------------- | -------------------- | -------------------- | -------------------- | -------------------- | -------------------- | -------------------- | -------------------- | ----- |
| Wang Yang                       | Simples masculino | Bye                  | Bye                  |                      |                      |                      |                      |                      |                      |       |
| Barbora Balážová                | Simples feminino  | Bye                  | Bye                  |                      |                      |                      |                      |                      |                      |       |
| Ľubomír Pištej Barbora Balážová | Duplas mistas     | —                    | —                    | —                    | —                    | ROU Ionescu / Szőcs  |                      |                      |                      |       |

## Tiro
Atiradores eslovacos conquistaram vaga para o seguinte evento em virtude de sua melhor posição no Campeonato Mundial da ISSF de 2018, na Copa do Mundo da ISSF de 2019, no Campeonato Europeu ou nos Jogos Europeus e no Torneio de Qualificação Europeu contanto que tivessem obtido a marca de qualificação mínima (MQS) até 31 de maio de 2020.
Masculino
| Atleta          | Evento                      | Qualificação | Qualificação | Final  | Final   |
| Atleta          | Evento                      | Pontos       | Posição      | Pontos | Posição |
| --------------- | --------------------------- | ------------ | ------------ | ------ | ------- |
| Patrik Jány     | Carabina de ar 10 m         |              |              |        |         |
| Patrik Jány     | Carabina três posições 50 m |              |              |        |         |
| Marián Kovačócy | Fossa olímpica              |              |              |        |         |
| Juraj Tužinský  | Pistola de ar 10 m          |              |              |        |         |
| Erik Varga      | Fossa olímpica              |              |              |        |         |

Feminino
| Atleta                   | Evento         | Qualificação | Qualificação | Final  | Final   |
| Atleta                   | Evento         | Pontos       | Posição      | Pontos | Posição |
| ------------------------ | -------------- | ------------ | ------------ | ------ | ------- |
| Danka Barteková          | Skeet          |              |              |        |         |
| Jana Špotáková           | Fossa olímpica |              |              |        |         |
| Zuzana Rehák-Štefečeková | Fossa olímpica |              |              |        |         |

Misto
| Atleta                              | Evento                | Qualificação | Qualificação | Final  | Final   |
| Atleta                              | Evento                | Pontos       | Posição      | Pontos | Posição |
| ----------------------------------- | --------------------- | ------------ | ------------ | ------ | ------- |
| Marián Kovačócy Jana Špotáková      | Fossa olímpica duplas |              |              |        |         |
| Erik Varga Zuzana Rehák-Štefečeková | Fossa olímpica duplas |              |              |        |         |

## Tiro com arco
Uma arqueira eslovaca qualificou para o recurvo individual feminino após chegar às semifinais do Campeonato Europeu de 2021 em Antalya, Turquia.
| Atleta           | Evento              | Fase de Ranking | Fase de Ranking | Fase de 64           | Fase de 32           | Oitavas              | Quartas              | Semifinais           | Final                | Final |
| Atleta           | Evento              | Placar          | Pos.            | Adversário Resultado | Adversário Resultado | Adversário Resultado | Adversário Resultado | Adversário Resultado | Adversário Resultado | Pos.  |
| ---------------- | ------------------- | --------------- | --------------- | -------------------- | -------------------- | -------------------- | -------------------- | -------------------- | -------------------- | ----- |
| Denisa Baránková | Individual feminino | 655             | 12              | EST R. Pärnat        |                      |                      |                      |                      |                      |       |